# 上海市格致中学
31°14′02″N 121°28′32″E / 31.23401°N 121.47553°E
上海市格致中学是上海市首批实验性示范性高中，主校区位于黄浦区人民广场地区，校址为广西北路66号。奉贤校区位于奉贤区南桥新城，选址望园路以西、广丰路以南，于2014年9月招收第一届学生。学校以理科教学见长，是上海地区在全国中学生奥林匹克竞赛物理学联赛中成绩较好的学校。

## 历史

### 格致书院
清朝同治13年正月十七（1874年3月5日），正值洋务运动时期，在英国驻上海领事麦华佗的倡议下，中国教育家徐寿开始在上海公共租界筹建一所西式中学，旨在为中国培养科技人才。光绪二年闰五月初一（1876年6月22日），中学落成，以“格物致知，求实求是”为校训，取名为格致书院。清末思想家王韬曾任山长，主持西式教育。
按照最早的构想，麦华佗所希望创立的是一个阅览室、展览馆类型的机构，后董事徐寿、傅兰雅提出“不仅要办阅览室，还要办成一所工业技术学校。”经董事会批准，书院英文定名。全院建筑按功能分为藏书楼、新知堂和讲堂。
在格致书院期间，曾经发行刊物《格致彚编》，自1876年至1892年出版了60期，是近代史上重要的科学类刊物。
在格致书院的历史上，还有一件轶事。格致书院是中国“影戏”（幻灯片）的首次公映地点。1885年，颜用京在上海格致书院放映了“影戏”《世界集锦》。

### 格致公学
1914年10月，格致书院的经营权被上海公共租界工部局收归己有，改名为“华童公学”，1917年又改名为“工部局立格致公学”。1945年抗日战争胜利后，该校的管理权随同整个公共租界被转交给国民政府，随之改名为“上海市市立格致中学”。

### 格致中学
1949年6月17日，中国共产党军事管制委员会当局接收格致中学，改名为“上海市格致中学”。1959年被评为上海市重点中学，2005年被評為上海市实验性示范性高中。

## 国际部
国际部由格致中学与Ameson基金会合办，提供涵盖SAT考试与大学先修课程考试的各类课程。

## 校园布局
现有格致中学校园仍处原址，经居民区拆迁后得以扩建。由五大主体建筑物构成。

### 校史楼
基于最初的校舍改建，仅保留中间部分，常年设校史展览陈列。由广西北路大门进入，自左手侧开始逆时针排布着格意楼、物趣楼、致远楼与知行楼，寓意“格物致知，意趣远行”。

### 格意楼
主体教学与行政建筑，高10层，地下设有车库与射击馆，底楼设多媒体教室、社团活动中心与格物苑，二楼设图书馆，二楼以上设有行政人员办公室、教研组办公室、普通教室以及各类专用教室。于1995年建造。在楼顶设有天文台（内含球幕影院）。

### 物趣楼
教学与功能建筑，地下设有食堂，地上建筑自三楼开始，三楼为领操台，并设有院士墙，四楼开始设有高三年级教室、国际部教室、档案室与电视台等。

### 致远楼
功能建筑，设有大礼堂、报告厅，顶楼设有小花园，配备有华东师范大学与绿缘社社团共同管理的自动气象站。

### 知行楼
功能建筑，地下设有车库，大部分建筑都作为经营性体育场所向社会开放，包含音乐艺术教室以及完备的体育运动设施。

### 其他
教学楼外有大草坪和操场。大草坪上还竖立着创始人徐寿和傅兰雅的雕像。

## 著名校友
- 麦新
- 陈歌辛
- 吴学谦

- 吴仲华（1933年校友）中国科学院院士
- 方守贤（1948年校友）中国科学院院士
- 邹世昌（1949年校友）中国科学院院士
- 汪集旸（1949年校友）中国科学院院士
- 王正敏（1949年校友）中国科学院院士
- 李庆忠（1949年校友）中国工程院院士
- 陈联寿（1952年校友）中国工程院院士
- 张祖培（1952年校友）俄罗斯自然科学院外籍院士
- 汪品先（1953年校友）中国科学院院士
- 杨福家（1954年校友）中国科学院院士
- 李家春（1957年校友）中国科学院院士
- 余德浩（1962年校友）欧亚科学院院士
- 杨玉良（1968年校友）中国科学院院士
- 金力（1981年校友）中国科学院院士